# جانی موسکون
جانی موسکون (ایتالیایی: Gianni Moscon؛ زادهٔ ۲۰ آوریل ۱۹۹۴) دوچرخه‌سوار اهل ایتالیا است.
از باشگاه‌هایی که در آن رکاب زده‌است می‌توان به Team Sky اشاره کرد.